# Urodziny (album Formacji Nieżywych Schabuff)
Urodziny – trzeci album zespołu Formacja Nieżywych Schabuff wydany w 1993 roku, nakładem wydawnictwa D'art Corporation.
Nagranie zrealizowano w Studio S4 w Warszawie październik/listopad 1992. Produkcja: Olek Klepacz & Wojtek Wierus. Realizacja & mix: Leszek Kamiński. Mastering: Tadeusz Mieczkowski. Foto: Tomasz Terlecki.

## Lista utworów
źródło:.
1. „Hej cześć” – 3:37
2. „A-astronauci” – 1:53
3. „Żółty rower” – 5:47
4. „Częstochowa” – 4:26
5. „Cash” – 2:56
6. „Pewien człowiek z Warszawy” – 4:14
7. „Dzień za dniem” – 3:46
8. „Buried Alive Long” – 5:22
9. „Clozet (kibel)” – 4:38
10. „Stara zabawa” – 5:27

## Twórcy
źródło:.
Album nagrano w składzie:
- Olek Klepacz – wokal
- Wojtek Wierus – gitara
- Jacek Otręba – instrumenty klawiszowe
- Filip Sojka – gitara basowa
- Marcin Serwaciński – perkusja

Gościnnie wystąpili:
- Piotr Wolski – instrumenty perkusyjne, śpiew (9)
- Kayah – śpiew
- Tomek Majewski – śpiew (1)
- Jurek Skalski – trąbka (10)